# Veliki Risnjak
Der Veliki Risnjak (Große Risnjak) ist mit 1528 m. i. J. die höchste Erhebung im Nationalpark Risnjak in der kroatischen Landschaft Gorski Kotar in der Gespanschaft Primorje-Gorski kotar nordöstlich von Rijeka im nördlichen Teil des Dinarischen Gebirges. Nach der 1534 m hohen Bjelolasica in der Velika Kapela ist er die höchste Erhebung in der Gespanschaft, wird aber von dem bereits in Slowenien gelegenen Krainer Schneeberg deutlich überragt. Der Name wird von der kroatischen Bezeichnung für den Luchs, ris, abgeleitet.

## Lage
Der Veliki Risnjak bildet einen Teil der Karsthochfläche, die sich von Postojna in Slowenien bis Delnice an der Verbindung von Rijeka nach Karlovac und zwischen dem Fluss Kupa und der adriatischen Küste (Kvarner-Bucht) erstreckt.

## Fauna und Flora
Bei der Fauna sticht die Gämse (Rupicapra rupicapra) hervor; seit 1974 wurden auch wieder Luchse (Lynx lynx) angesiedelt. Der Risnjak liegt im Gebiet der Buchen- und Tannenvegetation (Fagetum illyricum abietotosum), die von einer Höhe von 1240 m an von subalpinen Buchen (Fagetum croaticum subalpinum) abgelöst wird.

## Bergsport
Am südlichen Berghang liegt ein Berghaus, das Šloserov dom. Der Gipfel ist von Cerni Lug zu Fuß in drei Stunden und von einer von Gornje Jelenje ausgehenden unbefestigten Straße in einer Stunde zu erreichen.